# G-Police: Weapons of Justice
G-Police: Weapons of Justice est un jeu vidéo de combat spatial développé et édité par Psygnosis, sorti en 1999 sur PlayStation. Il fait suite à G-Police sorti en 1997.

## Accueil
Christophe Delpierre (Chris) de Joypad considère G-Police: Weapons of Justice comme « décevant pour les fans ». Selon lui, la fluidité de l'animation est le point fort du jeu, mais il a critiqué le clipping « exaspérant ».
- GameSpot 5.8/10 • IGN 8.5/10 • Joypad 5/10